# Inserviente
-No, sono un vincitore.»
(Elliot e l'inserviente - 3x01)
L'inserviente (The Janitor) è un personaggio della serie televisiva statunitense Scrubs - Medici ai primi ferri, interpretato da Neil Flynn.

## Profilo
È conosciuto da tutti solo come l'inserviente, visto che nessuno si è mai chiesto quale sia veramente il suo nome. Egli invece conosce il nome di tutti i 310 dipendenti dell'ospedale, come si evince dall'episodio La mia crisi di identità, ma li chiama quasi tutti con dei nomignoli come fa il dottor Cox.
L'inserviente è solito torturare gli specializzandi e gli altri inservienti; in particolare, la sua vittima preferita è John Dorian, ma anche il chirurgo Christopher Turk. L'inserviente ha avuto anche una breve parentesi, nella terza stagione, come membro della sicurezza dell'ospedale, ma è poi tornato a fare il vecchio lavoro per motivi d'orgoglio. Nella sesta stagione, inoltre, si fa assumere come cameriere nella caffetteria fuori dall'ospedale per avere la convenzione odontoiatrica. Nella settima diventa invece ufficiale ecologista, ma si licenzia dopo 36 ore. L'unico membro dell'ospedale che l'inserviente teme è Carla.
In alcuni episodi mostra di conoscere lo spagnolo, il coreano e la lingua dei segni.

### Il nome dell'inserviente
Nella settima stagione egli cita inoltre diversi modi in cui viene chiamato, tra cui Josh, ma non viene confermato il nome, rimanendo per un'altra stagione come anonimo inserviente. Nell'ultima puntata decide di rivelare il proprio nome a J.D. e gli spiega che non gliel'ha mai detto perché non glielo aveva mai chiesto: Glenn Matthews. J.D. lo saluta allora per l'ultima volta dicendo: «A presto, Glenn Matthews», poi si gira e va via, a quel punto arriva un infermiere che rivolgendosi all'inserviente esclama: «Ciao Tommy», il che fa capire che ancora una volta ha ingannato J.D.. Tuttavia Bill Lawrence ha confermato che Glenn Matthews è il suo vero nome.
L'unica altra occasione in cui il suo nome viene espresso è nella puntata sedici della quarta stagione, da Danni, che dice «Ciao Glenn» mentre passa vicino all'inserviente in un corridoio. Poco dopo passa in mezzo a Doug e Ted, che incominciano a litigare sul fatto che si rivolgesse a uno di loro due, distogliendo l'attenzione dal fatto che si era con ogni probabilità rivolta proprio all'inserviente.
Durante la serie viene spesso soprannominato Lurch, lo stesso nome del maggiordomo della famiglia Addams.

### Famiglia
L'Inserviente tende a raccontare spesso aneddoti ed episodi riguardanti la sua vita privata e la sua famiglia. Molti di questi racconti si rivelano, però, fasulli, altri vengono volutamente lasciati nel dubbio dall'inserviente stesso.
Da giovane l'inserviente era convinto che sua nonna fosse sua madre e che sua madre fosse sua sorella (fatto ispirato alla vera famiglia di Jack Nicholson). Racconta di avere una matrigna per un quarto Inuit, sostenendo così di avere ascendenze eschimesi. Racconta anche a J.D. e Turk di avere un fratello di nome Rosco, cosa che poi si rivela falsa perché è lo stesso inserviente che si travestiva. Inoltre dice di avere un fratello adottivo che aveva una relazione con la sua madre biologica.
Nell'episodio 19 della prima stagione, fa una comparsa quello che dovrebbe essere il suo vero padre, ex inserviente, interpretato da R. Lee Ermey, sebbene in un episodio l'inserviente metta in dubbio che si tratti del suo reale padre, sostenendo che J.D. abbia semplicemente "conosciuto un uomo".
La madre dell'Inserviente viene vista solo in alcuni flashback (in uno di questi viene vista di spalle, in un altro è interpretata da Renee Ryan), in uno di questi butta via l'orso di pezza del figlio, poiché questi lasciava sempre la stanza sporca e in disordine, in un altro, poiché il figlio lanciava sempre il cibo per terra, lo costringeva a mangiare per terra. In un altro episodio, l'Inserviente racconta anche che la madre lo teneva rinchiuso in una gabbietta per cani, quand'era in tenera età.
Racconta a J.D. di avere una moglie con sole tre dita (il pollice e il mignolo della mano destra e l'indice della mano sinistra) e di avere un figlio con la paura del palcoscenico. Dice, inoltre, di essere andato in Cina e di avere avuto un figlio con una donna del posto. In realtà tutte queste sono bugie. Nell'ottava stagione si sposa con Lady (Kit Pongetti).

## Il mondo degli inservienti
L'inserviente sembra essere a capo di una vera e propria casta degli inservienti, che vivono in un vero e proprio mondo parallelo a quello dell'ospedale. Essi si recano al lavoro insieme, si conoscono tutti e periodicamente eleggono un loro presidente.

## L'improvvisazione
La caratteristica più importante del personaggio è sicuramente che l'attore che lo interpreta, Neil Flynn, improvvisa quasi tutte le battute. Gli viene presentato il copione con la traccia della scena e gli viene data carta bianca sulle battute da recitare. Questo fatto è diventato uno dei caratteri salienti della sitcom e ogni scena con l'inserviente viene ripetuta circa tre volte perché gli attori scoppiano a ridere.

## L'inserviente eIl fuggitivo
Neil Flynn, che interpreta l'inserviente, nel 1993 ha avuto un piccolo ruolo nel film Il fuggitivo.
Questo fatto è stato alla base della trama dell'episodio della terza stagione La mia amica medico, nella quale J.D., interrogandosi sulla vera identità dell'inserviente, vede Il fuggitivo e scopre il suo presunto passato da attore.
Nel decimo episodio dell'ottava stagione, quando Carla fa credere all'inserviente di riempire la sua vita con assurde fantasie, questo le dice che non è più sicuro di essere andato in Cina, di aver avuto un figlio e di aver recitato nel film Il fuggitivo.

## Il club dei cervelloni
Spesso e volentieri l'inserviente è spalleggiato nelle sue fantasiose imprese da individui come Troy, l'addetto alla mensa, e Randall, un inserviente nano che lo batte sempre a lotta e lo ha battuto alle elezioni sindacali degli inservienti. Questi individui vengono chiamati dall'inserviente "club dei cervelloni". I club dei cervelloni, che hanno nell'inserviente il leader assoluto, sono due differenti:
- Il primo è formato unicamente da personale ospedaliero che è chiamato da lui anche come "Cervelloni uniti":
  1. Randall, l'inserviente nano
  2. Troy, l'addetto alla mensa
  3. Margot detta "la Pazza", una donna piuttosto anziana di cui non si sa molto, a parte che lavora in ospedale, che ha venduto i suoi figli e che sua madre vive su un albero.
- Il secondo, i cui membri sono stati scelti a caso dall'inserviente (si è seduto in un tavolo a caso e ha ordinato che tutti si concentrassero su di lui), formato da:
  1. Ted Buckland, l'avvocato calvo e sempre sudato con tendenza suicide
  2. Todd Quinlan, chirurgo pervertito con celate tendenze bisessuali
  3. Dough Murphy, medico imbranato e in seguito patologo all'obitorio del Sacro Cuore stesso
  4. Lloyd, il fattorino, che ha problemi di droga e ama lo speed metal.

## The Coolcats e gli Oplalà
Gli Oplalà sono un gruppo fondato dall'inserviente. Il gruppo è nato per via di un malinteso tra Elliot e l'inserviente, che si è inventato di essere il leader di un terzetto vocale. I membri da lui scelti per la commedia sono tra le sue abituali frequentazioni:
- Randall, l'inserviente nano
- Troy, l'addetto alla mensa

Alla fine dell'episodio, Elliot organizza una competizione tra gli Oplalà e The Blanks, il quartetto vocale capeggiato da Ted Buckland, l'avvocato dell'ospedale. Gli Oplalà riescono a competere senza alcuna preparazione con i The Blanks con la versione a cappella di Barbara Ann dei Beach Boys.
I CoolCats sono una air band fondata da Ted e dall'inserviente nell'episodio I miei duemila metri quadri. I membri sono:
- Ted Buckland alla chitarra elettrica
- Lloyd, il fattorino alla batteria
- Chris Turk alla voce
- L'inserviente al basso elettrico

Inizialmente la band aveva considerato anche Todd Quinlan nel ruolo di Turk. La band aveva incontrato problemi quando il dottor Kelso aveva bandito le air band perché Turk gli aveva mancato di rispetto. Dopo le scuse di Turk, Kelso rimuove il divieto.

## Rapporti con gli altri personaggi

### John Dorian
J.D. è il principale bersaglio dell'inserviente. Fin dal primo episodio, quando attribuisce al giovane specializzando la colpa del blocco di una porta (fatto poi confermato dallo stesso J.D. nell'ultimo episodio dell'ottava stagione, quando riconosce che il blocco avvenne a causa di una monetina cadutagli inavvertitamente di tasca e che finì nella porta), l'inserviente si industrierà per rendere la vita al dottore sempre più difficile, passando da più o meno fini insulti verbali a vere e proprie torture fisiche. Questa tortura si interromperà brevemente quando il Dottor Townsend, amico dell'inserviente, gli chiederà di lasciare in pace il dottore, per riprendere quando Townsend sarà licenziato a causa dello stesso J.D.

### Elliot Reid
L'inserviente era innamorato della dottoressa Reid e inizialmente era deciso a sposarla, anche se non conosceva il suo nome e si ostinava a chiamarla «dottoressa bionda». È proprio imparando il suo nome che l'inserviente dimostra di provare dei sentimenti verso Elliot. Le confesserà che in realtà non si è mai davvero aspettato che tra loro potesse succedere qualcosa, ma che tiene a lei perché è l'unica persona in tutto l'ospedale a trattarlo come una persona, senza guardarlo dall'alto in basso per via del suo lavoro. Per questa ragione Elliot avrà sempre un trattamento di favore dall'inserviente, che la aiuterà anche a ottenere una borsa di studio. Nella quinta, sesta e settima stagione, proprio dopo la sua confessione, l'Inserviente smette di nutrire sentimenti amorosi nei suoi confronti, ma rimane sempre in ottimi rapporti con lei e cerca di aiutarla quando può, per esempio assicurandosi che Keith sia un buon futuro marito per lei.

### Christopher Turk
Essendo il migliore amico di J.D., quando l'inserviente non ha più armi per tormentarlo passa a tormentare Turk, il quale però risulta essere un bersaglio più ostico, dal momento che è più sveglio dell'amico e soprattutto sempre pronto a ribattere agli scherzi. L'inserviente se la prende con Turk quando lui, per ringraziare J.D., farà incolpare l'inserviente di aver lasciato per tutto l'ospedale impronte blu di mani. In un altro caso lo fa perché Turk si definisce "a prova di bomba" e l'inserviente si impegna per smentirlo; ancora, quando Turk un giorno lascia cadere a terra una gomma da masticare usata, l'inserviente si vendicherà.

### Carla Espinosa
L'infermiera Espinosa è l'unica persona dello staff di cui l'inserviente abbia paura. Quando tentò di prenderla in giro, Carla rispose in modo così aggressivo da incutere un reverenziale timore nell'inserviente, tanto che J.D. in una fantasia si travestirà da Carla per porre fine ai suoi tormenti, ma verrà scoperto per via del fatto che non conosce lo spagnolo.

### Perry Cox
Il dottor Cox e l'inserviente sono simili, ma non per questo amici. Un esempio dell'animosità che corre tra i due è quando il dottor Cox, scoperta la cotta dell'inserviente nei confronti di Elliot, scommetterà la sua Porsche contro il furgone dell'inserviente che egli non riuscirà ad avere una storia con lei. Una volta vinto distruggerà il furgone sotto gli occhi dell'inserviente. Solo nella quinta stagione, nell'episodio Il trastullo della mia amica, i due stringeranno una grande amicizia chiacchierando al bar e coalizzandosi nel torturare J.D., ma per motivi di orgoglio l'inserviente non vuole mostrarsi amico di un medico davanti ai suoi colleghi. I due rimarranno in seguito solamente compagni di bevute, ma mostreranno un reciproco rispetto, maggiore di quello iniziale.